# Ampiezza di probabilità
In meccanica quantistica, l'ampiezza di probabilità è una funzione complessa il cui modulo quadro rappresenta la funzione densità di probabilità. Ad ogni particella è associata una ampiezza di probabilità che descrive la sua posizione, in accordo con il principio di indeterminazione di Heisenberg: essa coincide con la funzione d'onda in tal punto.
Per una funzione d'onda {\displaystyle \psi } la funzione di densità di probabilità associata è {\displaystyle \psi \cdot \psi }, che equivale a {\displaystyle \vert \psi \vert ^{2}}. Questa è talvolta definita semplicemente densità di probabilità e può essere normalizzata o non normalizzata.

## Descrizione
Se {\displaystyle |\psi |^{2}}possiede un integrale finito all'interno dello spazio tridimensionale, è quindi possibile scegliere una costante di normalizzazione {\displaystyle c} tale che rimpiazzando {\displaystyle \psi } con {\displaystyle c\psi } l'integrale assume valore unitario. Quindi la probabilità che una particella si trovi all'interno di una particolare regione {\displaystyle V} dell'universo è data dall'integrale esteso in {\displaystyle V} di {\displaystyle |\psi |^{2}}. Il che significa, secondo l'interpretazione di Copenaghen della meccanica quantistica, che se qualche osservatore prova a misurare la quantità associata a questa ampiezza di probabilità, il risultato di questa misura rientrerà all'interno di {\displaystyle \varepsilon } con una probabilità {\displaystyle P(\varepsilon )} data da:
{\displaystyle P(\varepsilon )=\int _{\varepsilon }^{}|\psi (x)|^{2}\,dx.}
Ampiezze di probabilità che non sono quadrati integrabili sono solitamente assunte come il limite di una serie di funzioni che sono a quadrato integrabile. Il cambiamento della probabilità in funzione del tempo viene espresso in termini di {\displaystyle \psi } stesso, non in termini di funzione di probabilità {\displaystyle |\psi |^{2}}. A tal proposito si rimanda all'equazione di Schrödinger.

### Variazione nel tempo
Per descrivere il cambiamento nel tempo della densità di probabilità occorre definire la corrente di probabilità (o flusso di probabilità) j:
{\displaystyle \mathbf {j} ={\hbar  \over m}\cdot {1 \over {2i}}\left(\psi ^{*}\nabla \psi -\psi \nabla \psi ^{*}\right)={\hbar  \over m}\operatorname {Im} \left(\psi ^{*}\nabla \psi \right)=\mathrm {Re} \left(\psi ^{*}{\frac {\hbar }{im}}\nabla \psi \right)}
e misurato in unità (probabilità)/(area × tempo) = {\displaystyle r^{-2}} {\displaystyle t^{-1}}.
Il flusso di probabilità soddisfa una equazione di continuità quantistica, ad esempio:
{\displaystyle \nabla \cdot \mathbf {j} +{\partial  \over \partial t}P({\vec {x}},t)=0}
dove {\displaystyle P(x,t)} è la funzione densità di probabilità ed è misurata in unità (probabilità)/(volume) = {\displaystyle r^{-3}}. Questa equazione è l'equivalente matematico della legge di conservazione della probabilità.
Per un'onda piana si dimostra facilmente che
{\displaystyle \langle x|\psi \rangle =A\exp {\left(ikx-i\omega t\right)}}
con flusso di probabilità dato da 
{\displaystyle j(x,t)=|A|^{2}{k\hbar  \over m}.}